# Viktor Šlajchrt
Viktor Šlajchrt (* 30. dubna 1952, Praha) je český novinář, spisovatel a básník.
Vystudoval Pedagogickou fakultu v Ústí nad Labem, obor český jazyk a výtvarná výchova. Vystřídal řadu zaměstnání, byl prodavačem v antikvariátu, učitelem v pohraničí, uklízečem na metru nebo obchodním zástupcem Knižního velkoobchodu. V letech 1988-1991 působil jako vedoucí obchodu a propagace v nakladatelství Odeon. V roce 1992 se stal redaktorem Mladé fronty Dnes, o dva roky později přešel do redakce Respektu, kde byl zaměstnán v kulturní rubrice až do roku 2008. V letech 1997-2001 si vedl v internetovém Neviditelném psu veřejný deník, který patřil k prvním českým blogům. Své recenze, fejetony, eseje a publicistické články publikuje vedle Respektu zejména v Revolver Revue a Lidových novinách, příležitostně však spolupracoval s desítkami dalších periodik a s rozhlasem i televizí. Je rovněž spoluautorem, editorem či jazykovým redaktorem řady knižních publikací, zejména z nakladatelství Gallery. K vydání připravil mimo jiné válečné vzpomínky svého dědečka MUDr. Bedřicha Opletala pod názvem Zápisky z velké války (Paseka 1998) a výbor z drobné publicistiky filosofa Zdeňka Vašíčka Slavoj Český & spol. (Plus 2010). Jeho eseje a povídky vyšly v několika antologiích. V roce 2011 obdržel Cenu Ferdinanda Dobrotivého.